# 工藤菫
工藤 菫（くどう すみれ、2001年〈平成13年〉1月15日 - ）は、日本の女性アイドル、グラビアアイドル、女優で、アップアップガールズ（仮）の元メンバー。また、choco☆milQの元メンバー。アップアップガールズ（仮）でのメンバーカラーはモカ。
兵庫県出身。血液型A型。身長162cm。

## 略歴
2014年2月14日、choco☆milQに加入。
2015年4月2日、体調不良のため、choco☆milQでの活動を休止。後に正式に無期限の活動休止が発表され、7月9日卒業。
2020年、「アップアップガールズ(仮)2020 新メンバーオーディション」に合格し、12月17日、アップアップガールズ(仮)への加入が発表された。
2022年、『週刊ヤングジャンプ』18号（3月31日発売）のグラビア企画「サキドルエースSURVIVAL SEASON12」に出場。11月17日発売のYJ52号において優勝が発表され、表紙と巻頭グラビアを飾った。サキドルエース史上初の21世紀生まれの優勝者となる。
2023年2月11日、鈴木あゆと共にアップアップガールズ（仮）卒業を発表。同年3月18日、卒業ライブが開催され、3月31日をもってグループを卒業。YU-M エンターテインメントを退所し、フリーランスとなった。同年9月1日、NEW PIECEに所属したことを発表。
2024年9月9日、NEW PIECE所属（業務提携者含む）の斎藤恭代、花咲楓香、林田百加、雪村花鈴、石井優希、小日向結衣、波崎天結、工藤菫の8名で『ヤングキング』（少年画報社）2024年19号の表紙＆巻頭グラビアを担当。
2024年10月25日、写真集発売を機に工藤スミレに改名した。

## 人物
- 特技は、180度開脚、ダンス、ピザの早切り[2]。
- 趣味は、料理の作り置き、YouTube鑑賞、洋服のコーディネート[2]。
- 清水玲衣（selfish、元クロスノエシス「LAKE」）は高校時代の同級生[13]。

## 書籍

### 写真集
- スミレのように（2024年12月15日、サイゾー、撮影：木全虹乃楓）ISBN 978-4866251837[14][15]

## 出演

### 舞台
- ミュージカル「88」（2024年4月3日 - 7日、シアターブラッツ） - あゆみ 役（葵くみとのWキャスト[16]）
- 舞台「荒木町ラプソディー」（2024年6月1日 - 9日、シアターΧ）[17]
- 超次元ミュージカル「ネプテューヌ」Re:BOOT!!（2025年10月1日 - 5日〈予定〉、六行会ホール） - バラーディア 役[18][19]

### ラジオ
- MBSヤングタウン土曜日（2022年2月12日、MBSラジオ）

### 音声配信
- よゐこ有野のノーギャラジオ（2022年6月20日、Radiotalk）[20]

### ウェブテレビ
- ABEMA BOATRACE CRUISE『クロちゃんとクルーちゃん』（2022年4月1日 - 2023年3月31日、ABEMA BOATRACEチャンネル・ABEMA SPECIAL） - ボートレースガールズ

### イベント
- アップアップガールズ(仮)古谷 柚里花と工藤 菫の唄とトーーク（2021年9月18日、下北沢ろくでもない夜）[21]
- ギュウ農シネマトークイベント「菫の咲くころ」（2021年10月21日、鉄板ベイビー 渋谷店）[22]

### 映画
- ギュウ農シネマ「IDOL NEVER DiES」（2022年5月6日公開） - 立松芳江（イブニングローリー メンバー） 役[23]